# TT356
La tombe thébaine TT 356 est un tombeau de l'Égypte antique, situé à Deir el-Médineh, dans la nécropole thébaine, sur la rive ouest du Nil, face à Louxor en Égypte.
C'est la tombe d'Amenemouia, serviteur dans la Place de Vérité, lors de la XIXe dynastie.